# 多里斯
多里斯（ / Doris）是希腊神话中的两个人物：
- 一个水仙女，即俄刻阿诺斯和忒堤斯的女儿。我们仅知道她是涅瑞伊得斯们的母亲，涅柔斯的妻子。
- 一个海仙女，即上述多里斯的女儿。